# デービッド・ワインランド
デービッド・ジェフリー・ワインランド（英: David Jeffrey Wineland、1944年2月24日  - ）は、アメリカ合衆国の物理学者。アメリカ国立標準技術研究所 (NIST) の物理計測研究所に所属する。
彼の業績は光学の発展、特に四重極イオントラップ（高周波イオントラップ）におけるイオンのレーザー冷却、および捕捉したイオンを量子コンピュータへと応用させる研究で知られる。彼は2012年にノーベル物理学賞をセルジュ・アロシュと共同受賞した。授賞理由は「個々の量子系の計測と操作を可能にした画期的な手法の開発」とされた。

## 経歴
ウィスコンシン州ミルウォーキー出身。彼はカリフォルニア州サクラメントの Encina High School を1961年に卒業した。カリフォルニア大学バークレー校で1965年に学士号を取り、ハーバード大学のノーマン・ラムゼーの下で研究し1970年に博士号を取得した。彼の博士論文は "The Atomic Deuterium Maser"（原子的重水素マイクロウェーブ増幅器）というものだった。博士号取得後はワシントン大学のハンス・デーメルトのグループに入り、電子トラップとイオントラップを研究した。1975年に国立標準局（現在のアメリカ国立標準技術研究所）に入り、ion storage group（イオントラップによるイオン研究をテーマにした研究チーム）を作った。ワインランドはコロラド大学ボルダー校の物理学部にも籍を置いている。
ワインランドはアメリカ物理学会、アメリカ光学会のフェローであり、1992年に米国科学アカデミー会員に選ばれた。2012年にノーベル物理学賞をフランスの物理学者セルジュ・アロシュと共同受賞した。授賞理由は「個々の量子系の計測と操作を可能にした画期的な手法の開発」とされた。

## 家族
ワインランドは、妻のドナ・クィンビ＝ワインランドとの間に息子2人をもうけている。

## 受賞歴
- 1990年 - Davisson-Germer Prize in Atomic or Surface Physic (en)
- 1990年 - William F. Meggers Award（アメリカ光学会）
- 1996年 - レーザー科学アインシュタイン賞 (Society of Optical and Quantum Electronics)
- 1998年 - Rabi Award (IEEE Ultrasonics, Ferroelectrics, and Frequency Control Society (en))[8]
- 2001年 - アーサー・L・ショーロー賞[9]
- 2004年 - フレデリック・アイヴズメダル
- 2007年 - アメリカ国家科学賞[10]
- 2009年 - Herbert Walther Award（アメリカ光学会）[11]
- 2010年 - ベンジャミン・フランクリン・メダル（物理学） - イグナシオ・シラク、ペーター・ツォラーと共同受賞
- 2012年 - ノーベル物理学賞 - セルジュ・アロシュと共同受賞[4]
- 2020年 - IRIメダル